# 小行星5154

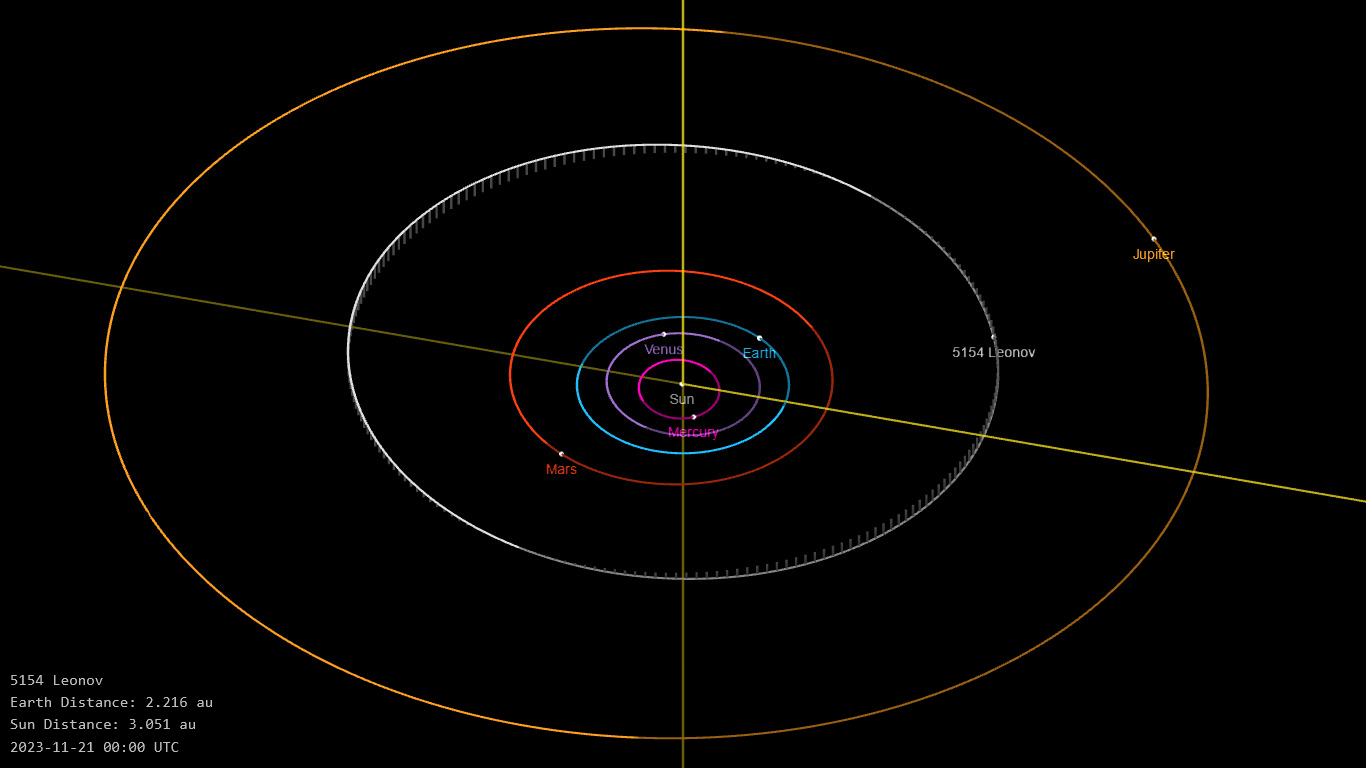
小行星公轉軌道

小行星5154（英語：5154 Leonov）是一颗围绕太阳公转的小行星。1969年10月8日，柳德米拉·切爾尼赫在克里米亚发现了此天体。
这颗小行星的绝对星等为224.43680等。